# بنیادگرای ناراضی
بنیادگرای ناراضی (به هندی: The Reluctant Fundamentalist) فیلمی محصول سال ۲۰۱۲ و به کارگردانی میرا نایر است. در این فیلم بازیگرانی همچون ریز احمد، کیت هادسن، لیو شرایبر، میشا شفیع، کیفر ساترلند، مارتین داناوان، عادل حسین، هالوک بیلگینر، نلسون الیس ایفای نقش کرده‌اند.